# Kobe Green Arena
Kobe Green Arena (jap. グリーンアリーナ神戸 Gurīn Arīna Kōbe) – hala sportowa położona w Kobe, w prefekturze Hyōgo, w Japonii. 
Odbyło się tu kilka gier Grand Prix siatkarek 2008 (Stany Zjednoczone, Japonia, Turcja, Kazachstan).
Pojemność głównej areny wynosi 4 852 osób, zajmuje powierzchnię 2 530 m². Pojemność sub areny wynosi 320 osób, zajmuje powierzchnię 910 m². Na terenie obiektu znajdują się także sale konferencyjne oraz "Cosmos Galery".